# Adrien Houngbédji
Adrien Houngbédji (ur. 5 marca 1942 w Aplahoué) – beniński polityk, premier od 1996 do 1998, przewodniczący Zgromadzenia Narodowego w latach 1991–1995 oraz 1999–2003. Przewodniczący Demokratycznej Partii Odnowy (PRD, Parti du renouveau démocratique), największej partii opozycyjnej i pięciokrotny kandydat w wyborach prezydenckich.

## Życiorys
Adrien Houngbédji urodził się w Aplahoué w 1942. W 1961 ukończył liceum Lycée Victor Ballot w Porto-Novo. W 1967 ukończył prawo na paryskiej Sorbonie oraz École nationale de la magistrature w Bordeaux.
Po powrocie do Beninu, w grudniu 1967 został prokuratorem w Sądzie I Instancji w Kotonu. Od sierpnia 1968 do lutego 1975 pracował jako adwokat Sądzie Apelacyjnym w Kotonu. W czasie swojej pracy zawodowej reprezentował przeciwników rządzącego prezydenta Mathieu Kérékou. Z tego powodu w lutym 1975 został aresztowany. 5 marca 1975 uciekł jednak z więzienia i udał się na emigrację. Zaraz potem został w kraju zaocznie skazany na karę śmierci. Przez 15 lat przebywał zagranicą, m.in. w Dakarze i w Paryżu, wykładając tam prawo. Ostatecznie osiadł w Libreville w Gabonie, gdzie rozpoczął pracę jako adwokat.
W grudniu 1989, po ogłoszeniu amnestii politycznej przez reżim Kérékou, wrócił do Beninu. W lutym 1990 wziął udział w Konferencji Narodowej na temat ustanowienia w kraju rządów demokratycznych i wprowadzenia systemu wielopartyjnego. W marcu 1990 powołał do życia Demokratyczną Partię Odnowy (PRD). W styczniu 1991 został wybranym deputowanym do Zgromadzenia Narodowego. W marcu 1991 objął stanowisko przewodniczącego parlamentu, które zajmował do marca 1995.
10 marca 1991 wziął udział w pierwszych wolnych wyborach prezydenckich w Beninie. Zajął w nich piąte miejsce, z wynikiem 4,54% głosów. W marcu 1995 został ponownie wybrany do parlamentu. 3 marca 1996 po raz drugi wziął udział w wyborach prezydenckich, zajmując trzecie miejsce z wynikiem 19,71% głosów. W drugiej turze wyborów poparł Mathieu Kérékou, który ostatecznie wygrał wybory. W zamian za poparcie, prezydent w kwietniu 1996 mianował go na specjalnie utworzone stanowisko premiera Beninu. Po dwóch latach, w maju 1998 Houngbédji zrezygnował z funkcji i odszedł z rządu wraz z trzema innymi ministrami z PRD. Po jego rezygnacji stanowisko premiera zostało zniesione, a on sam znalazł się w szeregach opozycji. W marcu 1999 po raz trzeci uzyskał reelekcję w parlamencie. 29 kwietnia 1999 został po raz drugi wybrany przewodniczącym Zgromadzenia Narodowego. Pełnił tę funkcję do marca 2003.
4 marca 2001 po raz trzeci wziął udział w wyborach prezydenckich. W pierwszej turze głosowania zajął trzecie miejsce, z wynikiem 12,61%. Zarówno on, jak i Nicéphore Soglo, który zajął drugie miejsce, oskarżyli urzędującego prezydenta Kérékou o sfałszowanie wyników wyborów i odmówili wzięcia udziału w drugiej turze. Do drugiej tury z urzędującym prezydentem stanął ostatecznie kandydat z czwartego miejsca Bruno Amoussou, którego Kérékou pokonał zdobywając 84% głosów.
W lutym 2003 został wybrany burmistrzem Porto-Novo, w czerwcu tego samego roku zrezygnował jednak ze stanowiska. W wyniku wyborów parlamentarnych z marca 2003 ponownie dostał się do parlamentu.
W marcu 2006 po raz czwarty wziął udział w wyborach prezydenckich. Jako że prezydent Kérékou i były prezydent Soglo nie mogli w nich uczestniczyć, Houngbédji wydawał się być faworytem w wyścigu wyborczym. W czasie kampanii wyborczej deklarował zamiar walki z korupcją i działanie na rzecz rozwoju gospodarczego. Zobowiązał się do wprowadzenia większej decentralizacji władzy, zapewnienia lepszej opieki kobietom i dzieciom oraz do modernizacji rolnictwa. W pierwszej turze 5 marca 2006 został jednak nieoczekiwanie pokonany przez niezależnego kandydata Yayiego Boni. Houngbédji zdobył 24,22% głosów, podczas gdy Boni 35,78%. W drugiej turze wyborów 1 marca 2006 Houngbédji poniósł już zdecydowaną porażkę, zdobywając tylko 25,4% głosów. W wyborach parlamentarnych w marcu 2007 Adrien Houngbédji po raz kolejny został wybrany w skład Zgromadzenia Narodowego z ramienia PRD.
13 marca 2011 wziął ponownie udział w wyborach prezydenckich. W wyborach uzyskał 35,7% głosów, po raz drugi przegrywając z urzędującym prezydentem Yayim Bonim (53,1%). Odrzucił wyniki głosowania, jednak międzynarodowi obserwatorzy uznali wybory za wolne i przejrzyste, pomimo zaistniałych problemów organizacyjnych.